# Olympische Sommerspiele 1976/Leichtathletik – 1500 m (Männer)
Der 1500-Meter-Lauf der Männer bei den Olympischen Spielen 1976 in Montreal wurde vom 29. bis zum 31. Juli 1976 im Olympiastadion Montreal ausgetragen. 45 Athleten nahmen teil.
Olympiasieger wurde der Neuseeländer John Walker. Der Belgier Ivo Van Damme gewann die Silbermedaille, die Bronzemedaille ging an Paul-Heinz Wellmann aus der Bundesrepublik Deutschland.
Neben dem Medaillengewinner Wellmann gingen für die Bundesrepublik Deutschland auch Karl Fleschen und Thomas Wessinghage an den Start. Während Fleschen im Vorlauf ausschied, konnte Wessinghage das Halbfinale erreichen. Hier scheiterte er als Fünfter seines Laufes, ihm fehlten nur zwölf Hundertstelsekunden zur Finalqualifikation.

Sowohl der Schweizer Rolf Gysin als auch der Liechtensteiner Günther Hasler schieden in ihren Vorläufen aus.

Läufer aus der DDR und Österreich nahmen nicht teil.

## Bestehende Rekorde
| Weltrekord         | 3:32,16 min | Filbert Bayi ( Tansania) | Christchurch, Neuseeland       | 2. Februar 1974  |
| Olympischer Rekord | 3:34,91 min | Kipchoge Keino ( Kenia)  | Finale OS Mexiko-Stadt, Mexiko | 20. Oktober 1968 |

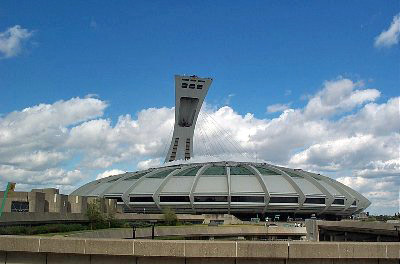
Das Olympiastadion in Montreal

Der bestehende olympische Rekord wurde bei diesen Spielen nicht erreicht. Die Wettkämpfe waren alle auf ein Spurtfinish ausgerichtet, sodass keine schnellen Zeiten zustande kamen. Im schnellsten Rennen, dem dritten Vorlauf, verfehlte der spätere Olympiasieger John Walker den Rekord um 1,96 Sekunden.

## Durchführung des Wettbewerbs
Die Athleten traten am 29. Juli zu fünf Vorläufen an. Die jeweils drei Laufbesten – hellblau unterlegt – und die nachfolgend drei Zeitschnellsten – hellgrün unterlegt – kamen ins Halbfinale am 30. Juli. Hieraus qualifizierten sich die vier Laufbesten – wiederum hellblau unterlegt – und der nachfolgend Zeitschnellste – hellgrün unterlegt – für das Finale, das am 31. Juli stattfand.

## Zeitplan
29. Juli, 16:40 Uhr: Vorläufe

30. Juli, 16:20 Uhr: Halbfinale

31. Juli, 18:00 Uhr: Finale
Anmerkung:
Alle Zeiten sind in Ortszeit Montreal (UTC−5) angegeben.

## Vorrunde
Datum: 29. Juli 1976, ab 16:40 Uhr

### Vorlauf 1

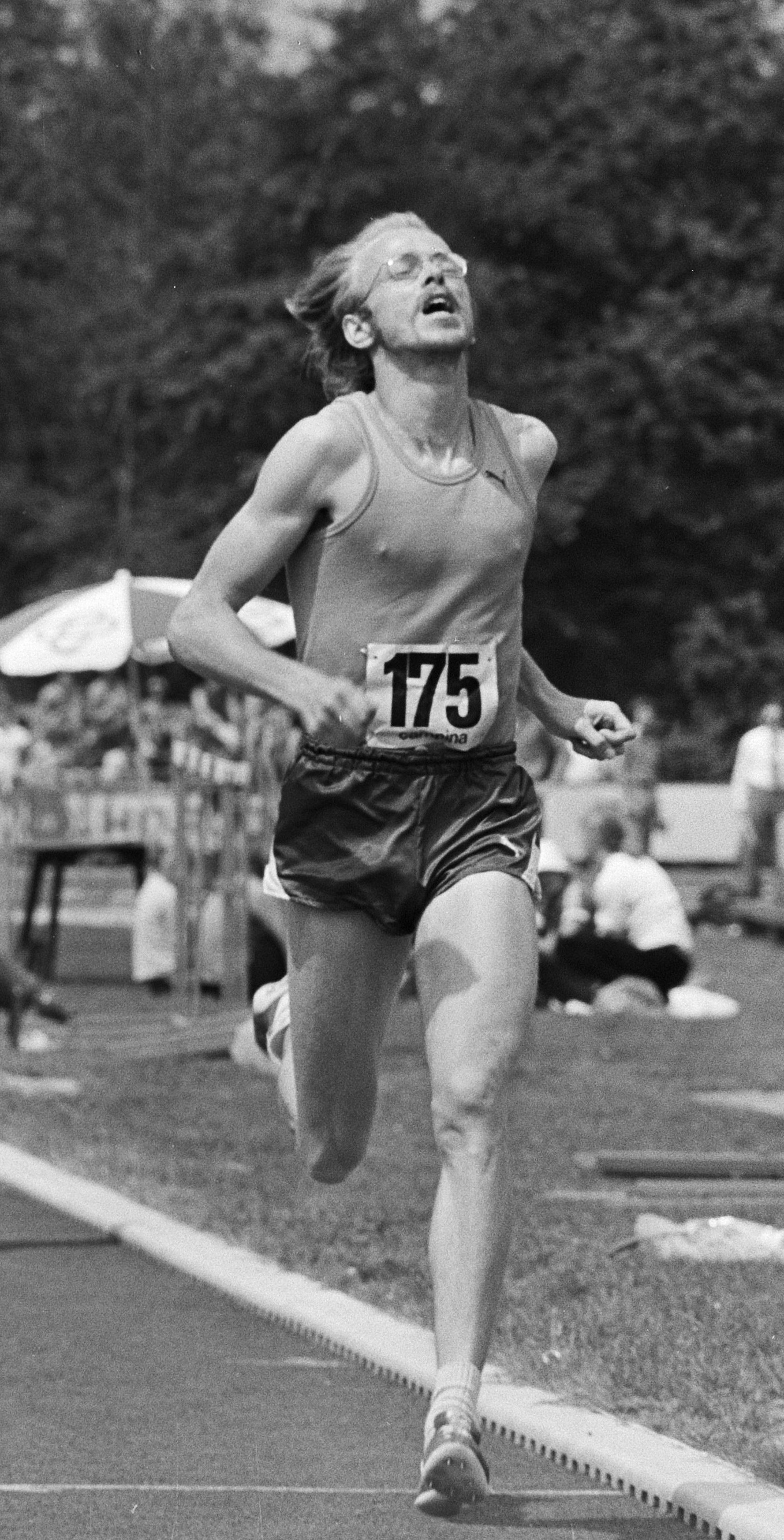
Evert Hoving – ausgeschieden als Fünfter des ersten Vorlaufs

| Platz | Name                   | Nation      | Zeit        |
| ----- | ---------------------- | ----------- | ----------- |
| 1     | Marc Nevens            | Belgien     | 3:44,18 min |
| 2     | Helder Baiona De Jesus | Portugal    | 3:44,20 min |
| 3     | János Zemen            | Ungarn      | 3:44,27 min |
| 4     | Åke Svensson           | Schweden    | 3:44,42 min |
| 5     | Evert Hoving           | Niederlande | 3:45,00 min |
| 6     | Matt Centrowitz        | USA         | 3:45,02 min |
| 7     | Antti Loikkanen        | Finnland    | 3:45,32 min |
| 8     | Ruben Sørensen         | Dänemark    | 3:45,39 min |
| DNS   | Mohamed Amakdouf       | Marokko     |             |

### Vorlauf 2
| Platz | Name               | Nation         | Zeit        |
| ----- | ------------------ | -------------- | ----------- |
| 1     | Steve Ovett        | Großbritannien | 3:37,89 min |
| 2     | Thomas Wessinghage | BR Deutschland | 3:37,93 min |
| 3     | Fernando Mamede    | Portugal       | 3:37:98 min |
| 4     | Herman Mignon      | Belgien        | 3:38,32 min |
| 5     | Mike Durkin        | USA            | 3:38,89 min |
| 6     | Gheorghe Ghipu     | Rumänien       | 3:39,20 min |
| 7     | Günther Hasler     | Liechtenstein  | 3:39,34 min |
| 8     | Markku Laine       | Finnland       | 3:45,32 min |
| 9     | Francisco Menocal  | Nicaragua      | 4:12,47 min |

### Vorlauf 3

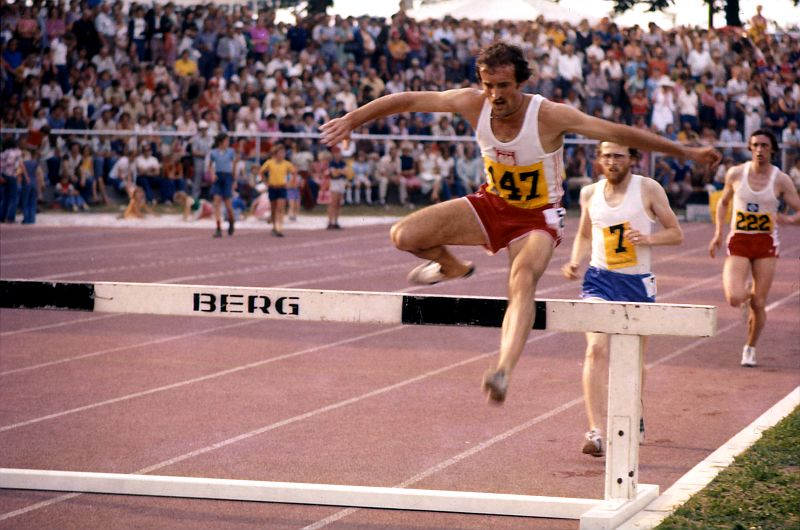
Bronisław Malinowski – hier bei einem Hindernislauf – erreichte als Sechster des dritten Vorlaufs nicht die nächste Runde

| Platz | Name                 | Nation         | Zeit        |
| ----- | -------------------- | -------------- | ----------- |
| 1     | John Walker          | Neuseeland     | 3:36,87 min |
| 2     | Frank Clement        | Großbritannien | 3:37,53 min |
| 3     | Graham Crouch        | Australien     | 3:37,97 min |
| 4     | Paul Craig           | Kanada         | 3:38,00 min |
| 5     | Francis Gonzalez     | Frankreich     | 3:38,59 min |
| 6     | Bronisław Malinowski | Polen          | 3:41,67 min |
| 7     | Ágúst Ásgeirsson     | Island         | 3:45,47 min |
| 8     | Sheikr Al-Shabani    | Saudi-Arabien  | 4:08,70 min |
| DNS   | Anders Gärderud      | Schweden       |             |

### Vorlauf 4

Foto eines EM-Rennens 1974: Ulf Högberg (links) – ausgeschieden als Sechster des vierten Vorlaufs Rolf Gysin (rechts) – ausgeschieden als Fünfter des fünften Vorlaufs

| Platz | Name                   | Nation         | Zeit        |
| ----- | ---------------------- | -------------- | ----------- |
| 1     | Paul-Heinz Wellmann    | BR Deutschland | 3:39,86 min |
| 2     | Ivo Van Damme          | Belgien        | 3:39,93 min |
| 3     | Rick Wohlhuter         | USA            | 3:39,94 min |
| 4     | Niall O’Shaughnessy    | Irland         | 3:40,12 min |
| 5     | Anthony Colón          | Puerto Rico    | 3:43,51 min |
| 6     | Ulf Högberg            | Schweden       | 3:47,96 min |
| 7     | Peter Spir             | Kanada         | 3:59,60 min |
| 8     | Emmanuel Saint-Hilaire | Haiti          | 4:23,41 min |
| DNS   | Carlo Grippo           | Italien        |             |

### Vorlauf 5
| Platz | Name                  | Nation         | Zeit        |
| ----- | --------------------- | -------------- | ----------- |
| 1     | Eamonn Coghlan        | Irland         | 3:39,87 min |
| 2     | David Moorcroft       | Großbritannien | 3:40,69 min |
| 3     | Dave Hill             | Kanada         | 3:41,24 min |
| 4     | Karl Fleschen         | BR Deutschland | 3:42,09 min |
| 5     | Rolf Gysin            | Schweiz        | 3:42,69 min |
| 6     | Luis Medina           | Kuba           | 3:42,71 min |
| 7     | Lars Martin Kaupang   | Norwegen       | 3:44,59 min |
| 8     | Spilios Zacharopoulos | Griechenland   | 3:45,12 min |
| 9     | Muhammad Siddique     | Pakistan       | 3:45,59 min |

## Halbfinale
Datum: 30. Juli 1976, ab 16:20 Uhr

### Lauf 1

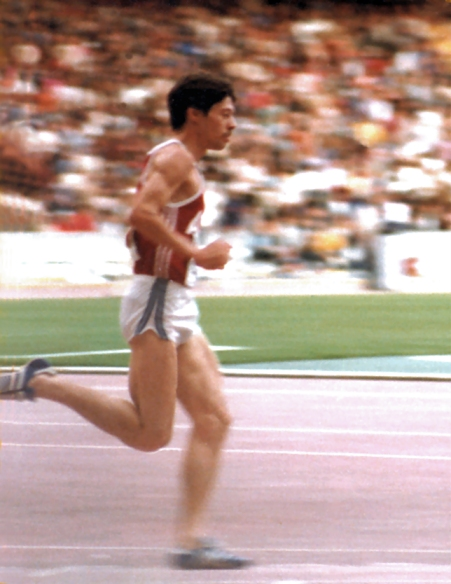
Mitfavorit Thomas Wessinghage scheiterte völlig überraschend als Fünfter des ersten Halbfinals
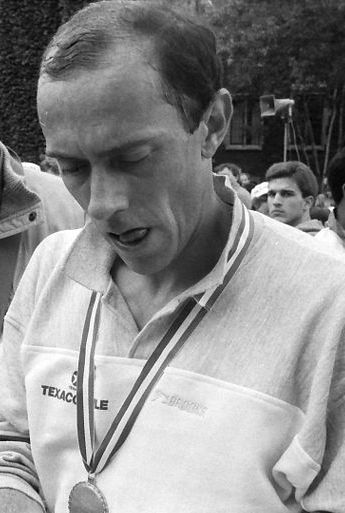
Auch Steve Ovett erreichte als Sechster des ersten Halbfinals nicht den Endlauf

| Platz | Name               | Nation         | Zeit        |
| ----- | ------------------ | -------------- | ----------- |
| 1     | John Walker        | Neuseeland     | 3:39,65 min |
| 2     | Graham Crouch      | Australien     | 3:39,86 min |
| 3     | David Moorcroft    | Großbritannien | 3:39,88 min |
| 4     | János Zemen        | Ungarn         | 3:39,94 min |
| 5     | Thomas Wessinghage | BR Deutschland | 3:40,06 min |
| 6     | Steve Ovett        | Großbritannien | 3:40,34 min |
| 7     | Herman Mignon      | Belgien        | 3:40,92 min |
| 8     | Fernando Mamede    | Portugal       | 3:42,59 min |
| DNF   | Dave Hill          | Kanada         |             |

### Lauf 2
| Platz | Name                   | Nation         | Zeit        |
| ----- | ---------------------- | -------------- | ----------- |
| 1     | Eamonn Coghlan         | Irland         | 3:38,60 min |
| 2     | Rick Wohlhuter         | USA            | 3:38,71 min |
| 3     | Ivo Van Damme          | Belgien        | 3:38,75 min |
| 4     | Frank Clement          | Großbritannien | 3:38,92 min |
| 5     | Paul-Heinz Wellmann    | BR Deutschland | 3:38,99 min |
| 6     | Francis Gonzalez       | Frankreich     | 3:40,73 min |
| 7     | Paul Craig             | Kanada         | 3:41,02 min |
| 8     | Marc Nevens            | Belgien        | 3:41,52 min |
| 9     | Helder Baiona De Jesus | Portugal       | 3:47,37 min |

## Finale

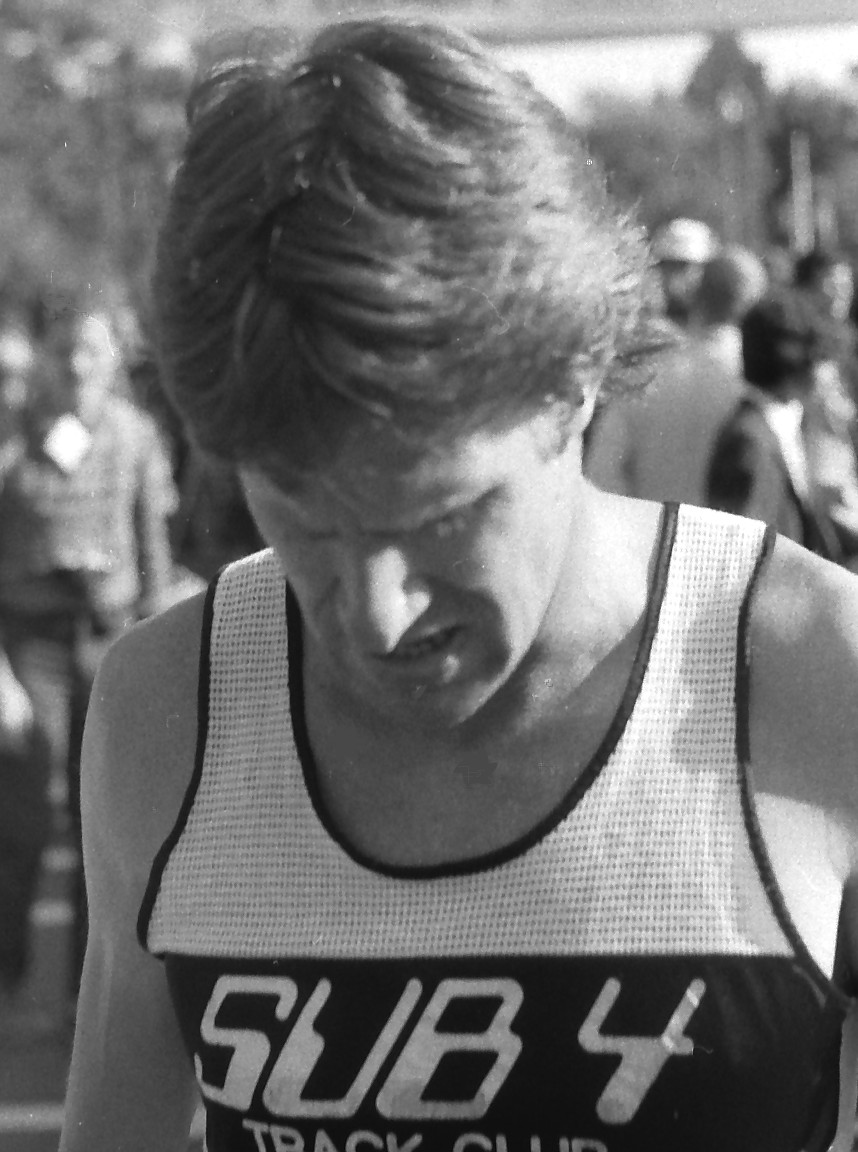
Favorit John Walker setzte sich durch und gewann Gold in einem auf den Spurt ausgerichteten Rennen

Datum: 31. Juli 1976, 18:00 Uhr
| Platz | Name                | Nation         | Zeit        |
| ----- | ------------------- | -------------- | ----------- |
| 1     | John Walker         | Neuseeland     | 3:39,17 min |
| 2     | Ivo Van Damme       | Belgien        | 3:39,27 min |
| 3     | Paul-Heinz Wellmann | BR Deutschland | 3:39,33 min |
| 4     | Eamonn Coghlan      | Irland         | 3:39,51 min |
| 5     | Frank Clement       | Großbritannien | 3:39,65 min |
| 6     | Rick Wohlhuter      | USA            | 3:40,64 min |
| 7     | David Moorcroft     | Großbritannien | 3:40,94 min |
| 8     | Graham Crouch       | Australien     | 3:41,80 min |
| 9     | János Zemen         | Ungarn         | 3:43,02 min |

Mit Weltrekordler Filbert Bayi fehlte auf Grund des tansanischen Boykotts einer der besten 1500-Meter-Läufer dieser Zeit. Somit war das mit Spannung erwartete Duell zwischen Bayi und dem Neuseeländer John Walker nicht möglich. Walker war deutlich favorisiert, doch es gab eine Unwägbarkeit: Er litt am Kompartmentsyndrom, wodurch seine Fähigkeiten nicht so recht eingeschätzt werden konnten. Einer seiner stärksten Rivalen wurde im bundesdeutschen Mittelstreckler Thomas Wessinghage gesehen, der in der Olympiasaison vor diesen Spielen Topzeiten gelaufen war. Zum weiteren Kreis der Medaillenanwärter gehörten nach ihrem starken Auftreten über 800 Meter der Belgier Ivo Van Damme und der US-Amerikaner Rick Wohlhuter. Ziemlich überraschend schied Wessinghage in der Vorentscheidung aus, wo ihn sein Landsmann Paul-Heinz Wellmann als zeitschnellster Fünfter aus dem Rennen warf.
Das Finale begann ziemlich gemächlich. Auf den ersten sechshundert Metern führte der Brite David Moorcroft das Feld an. Hier übernahm der Ire Eamonn Coghlan die Spitze. Die 800-Meter-Durchgangszeit lautete 2:03,15 min. Dicht gestaffelt und teilweise nebeneinander laufend ging das Feld in die letzte Runde. Die 1200 Meter wurden in 3:01,23 min durchlaufen. Auf der Gegengeraden, etwa 250 Meter vor dem Ziel, stieß Walker von seiner zweiten Position aus nach vorne und zog seinen gefürchteten Spurt an. Noch konnten einige Läufer Anschluss halten, doch ganz allmählich löste sich Walker und es entstand eine kleine Lücke zu seinen Kontrahenten. Hinter ihm lagen nun Van Damme und Wohlhuter, es folgte Coghlan. In der Zielkurve verlor Wohlhuter mehr und mehr den Anschluss. Paul-Heinz Wellmann erkannte seine Chance und es entbrannte ein spannendes Finale zwischen ihm, Van Damme und Coghlan um die Medaillen hinter John Walker, der seinen Vorsprung ins Ziel retten konnte und Olympiasieger wurde. Wie schon über 800 Meter erspurtete sich Ivo Van Damme schließlich die Silbermedaille vor Paul-Heinz Wellmann, der völlig überraschend Bronze gewann. Eamonn Coghlan wurde Vierter vor dem Briten Frank Clement und Rick Wohlhuter. Die letzten 400 Meter hatte John Walker in sehr schnellen 52,5 Sekunden zurückgelegt, was allerdings aufgrund des bis ca. 1200 Meter verschleppten Tempos nicht verwunderlich war.
Ivo Van Damme gewann die erste belgische Medaille über 1500 Meter.

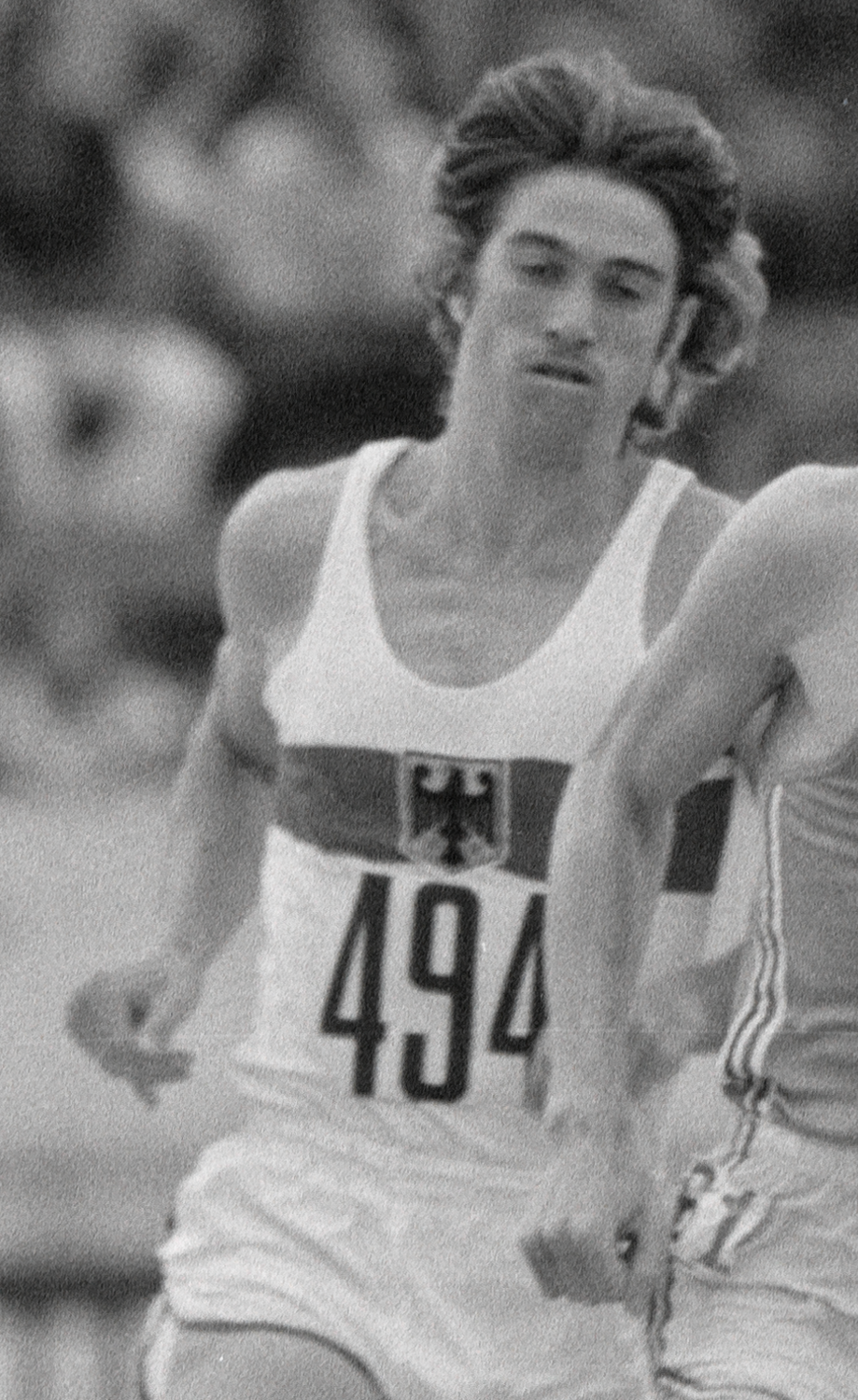
Paul-Heinz Wellmann nutzte die sich ihm bietende Chance und gewann überraschend Bronze
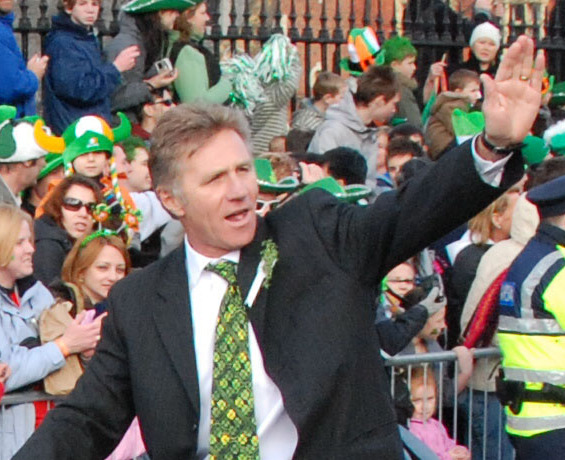
Eamonn Coghlan (hier im Jahr 2008) belegte Rang vier
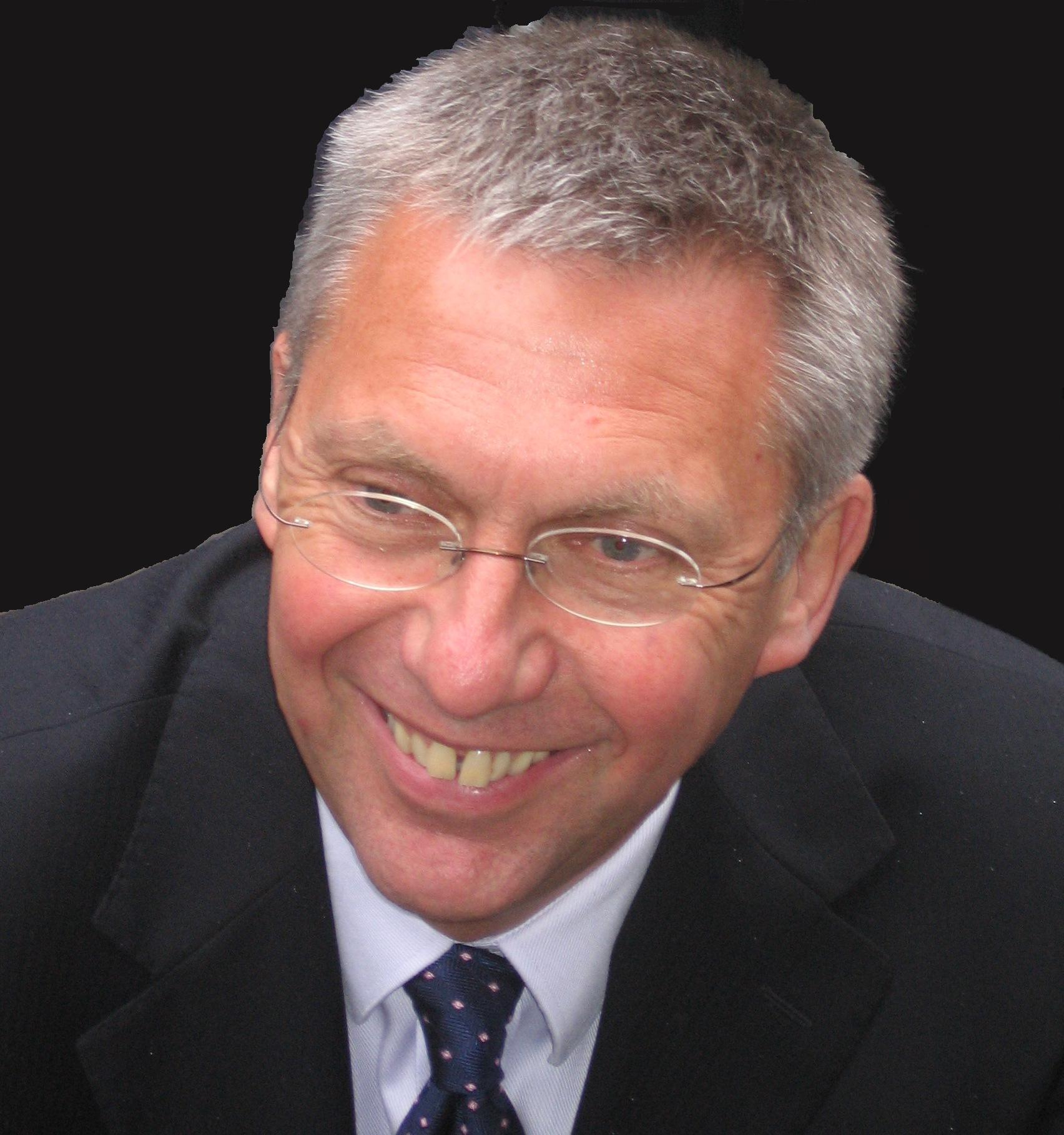
David Moorcroft (Foto: 2008) – späterer Weltrekordinhaber über 5000 Meter – kam auf den siebten Platz

## Videolinks
- 1976 Olympic 1500m Final, youtube.com, abgerufen am 12. Dezember 2017